# Elsebeth Jørgensen
Elsebeth Jørgensen (født 1970 i Ringkøbing) er en dansk kunstner og uddannet billedkunstner fra Det Kgl. Danske Kunstakademi i København 1995-2002. 
Lektor ved Det Jyske Kunstakademi (2014-).

## Kunstnerisk praksis
Elsebeth Jørgensen arbejder konceptuelt, steds- og arkivbaseret med fotografi, lyd, video, tekst og installation i forskellige montageformer. For Elsebeth Jørgensen er montage en kunstnerisk optik, et udtryk og metodisk forhold, hvori hun kan arbejde med hendes interesse for både det billedlige, det sproglige, det tidslige og det rumlige. Hendes værker bygger på lang tids indsamling af materiale i forskellige historiske billedarkiver blandet med hendes egne visuelle, tekstlige og auditive registreringer. Værkerne er montager, hvor hun sammenstiller egen fotografisk dokumentation, lydoptagelser og filmisk iscenesættelse med bearbejdet arkivstof, egen tekst og fiktionsdele. Nogle værker udvikles også til audiowalk-, bog- og webformat eller til udendørs offentlige rum.

## Separatudstillinger
- "Erlings Vindue" i Antikvariatet 2B i 2005
- "Cinemagic Tour" på Overgaden. Institut for Samtidskunst i 2005
- "Eftersyn" i Nordatlantens Brygge i 2006
- "Museet som Arkiv", workshop-projekt – www.tilbygningen.dk, Thorvaldsens Museum I 2006
- "Story IV: Cinemagic Tour" i Tallinn City Gallery, Tallinn Kunsthal, I 2007
- "Unofficial Deposited Records" i samarbejde m. Pia Rönicke på Tate Modern, London i 2005–2010 [2][3]
- "Arkivet: Cinemagic Tour & Crystal Palace" på Museet for Samtidskunst i 2010
- Det Danske Kulturinstitut i Edinburgh i 2011
- Hordaland Kunstsenter & Billedsamlingen, Universitetsbiblioteket Bergen i 2011

## Udmærkelser
- Statens Kunstfonds arbejdslegater
- Akademirådets årlige hæderslegat
- Det Internationale Billedkunstudvalgs rejselegater
- Kunstrådet
- Nomineret til Carnegie Awards 2009[4]

## Eksterne links
- Elsebeth Jørgensen på Kunstindeks Danmark/Weilbachs Kunstnerleksikon
- Langs stien... Lydvandring af Elsebeth Jørgensen Arkiveret 17. april 2015 hos  Wayback Machine
- Mapping Memory – Elsebeth Jørgensen Arkiveret 1. august 2015 hos  Wayback Machine